# Urania (musa)
Urania (in greco antico: Οὐρανία?, Ouranía, "cielo") è una figura della mitologia greca, figlia di Zeus e di Mnemosine.
Era la musa dell'astronomia e della geometria. Viene rappresentata vestita di un abito azzurro, coronata di stelle, mentre sostiene con le mani un globo che sembra misurare o avendo vicino a sé sempre un globo posto su un treppiedi e diversi strumenti matematici.
Fu, secondo Pausania il Periegeta, la madre del cantore Lino, nato dall'unione col dio Apollo o con Anfimaro. Secondo Catullo, fu la madre di Imene, il dio delle nozze.

## Letteratura

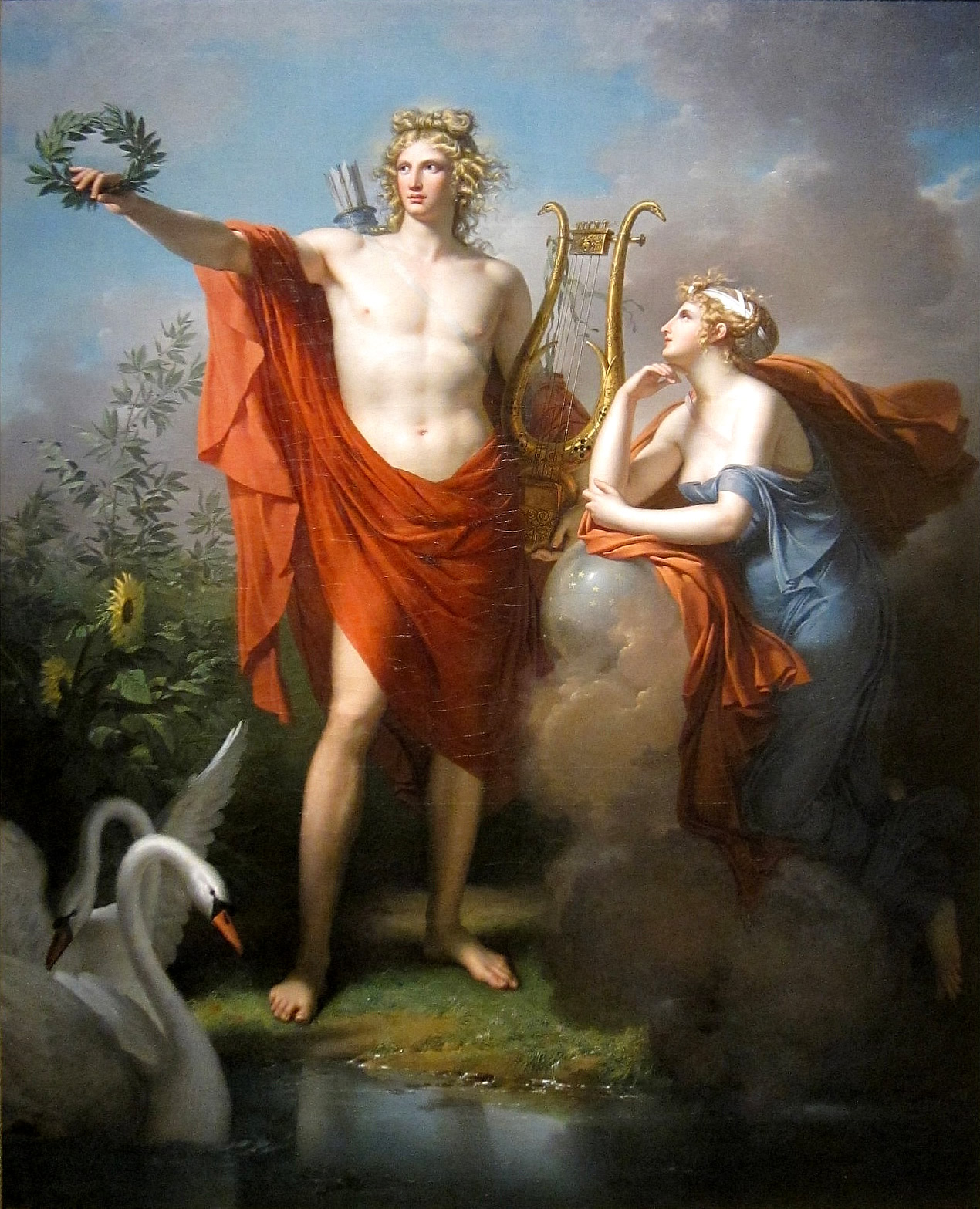
Apollo e Urania, opera di Charles Meynier

Urania è il titolo dato dal politico e letterato italiano Giovanni Pontano a un suo poemetto didascalico in latino il cui titolo completo è Urania sive de stellis (Urania ovvero delle stelle). Scritto nel 1476-79 e pubblicato postumo nel 1505 in cinque libri, tenta l'acrobatica impresa di coniugare un compendio enciclopedico delle dottrine astrologiche dell'antichità classica con le verità di fede della Chiesa cattolica secondo l'ottica neoplatonica umanistica tramite l'uso della mitologia e della fiaba. Rapidamente avversato nei contenuti il poemetto riveste una certa importanza per la fortuna artistica che ebbe tra i contemporanei e le generazioni letterarie immediatamente successive.
Urania è anche il titolo di un poemetto neoclassico scritto da Alessandro Manzoni tra il 1806 e il 1809. In 358 endecasillabi sciolti è descritto un dialogo tra la musa e il poeta Pindaro in cui è espressa la tesi dell'autore sul ruolo della letteratura: le Virtù senza le Muse non possono essere apprese dagli uomini primitivi, di natura rudi e indolenti, ma anche le Muse senza le Grazie, loro compagne inseparabili non vincono il cuore umano blandendolo a ogni Virtù. Fuor di metafora il bello poetico ha la funzione di introdurre gli uomini a quella comprensione che la sola dea Ragione illuministica non può garantire. In seguito il poemetto fu nettamente rigettato nei contenuti dal suo autore.
Urania è anche la protagonista di "Relazione del primo viaggio alla Luna fatto da una donna nell’anno di grazia 2057", pamphlet proto - fantascientifico scritto da Ernesto Capocci di Belmonte (1798 – 1864). Direttore dell’Osservatorio Astronomico di Capodimonte - Napoli (1833 / 1850 e 1860 / 1864). Nel pamphlet, la protagonista, Urania, con una lunga lettera dalla Luna scrive alla sua amica Ernestina i “particolari più bizzarri di questo meraviglioso viaggio”
Urania è anche il nome una collana editoriale italiana di fantascienza lanciata da Mondadori nel 1952.
Urania è inoltre una tra le più antiche Associazioni italiane di Astrofili essendosi costituita a Genova nel lontano 1951.Sin dalla fondazione la propria sede era presso il Museo di storia naturale Giacomo Doria di Genova e, solo in questi ultimi anni, per esigenze strutturali del Museo, la vecchia sede è stata chiusa, mantenendo presso il Museo soltanto un recapito postale.

## Omonimia
Urania era anche il nome di una ninfa, una delle tremila Oceanine, figlia del titano Oceano e della titanide Teti. Viene citata da Esiodo nella sua Teogonia.